# 史莲喜
史莲喜（1952年1月—），女，河北景县人，中华人民共和国政治人物。历任共青团天津市委副书记，天津市经济技术开发区工委纪检组组长、副书记、管委会副主任，天津市委组织部副部长、部长，市人事局局长，天津市人大常委会副主任等职。

## 生平

### 教育及培训经历
1981年10月至1984年9月，史莲喜任共青团天津市委秘书长期间在南开大学哲学系哲学专业学习。
1989年9月至1990年1月，史莲喜在天津经济管理干部学院工业企业管理专业学习，1990年8月至1991年1月史莲喜在中央党校进修二班学习。

### 棉三工作经历
1968年12月至1973年11月，史莲喜在天津市棉纺三厂细纱车间工人、团支部书记、生产班长。1973年11月起，任天津市棉纺三厂团委干事。1974年11月加入中国共产党。1975年2月起，史莲喜任天津市棉纺三厂团委副书记、书记。1976年12月至1982年4月，史莲喜任天津市棉纺三厂团委书记、政治处负责人。

### 政坛经历

#### 共青团
1982年4月至1983年9月，共青团天津市委秘书长，其间1982年4月至1984年10月在天津市委党校中青年干部培训班学习。
1983年9月至1987年6月，共青团天津市委副书记、市青年联合会副主席。

#### 天津开发区
1987年6月至1996年8月，史莲喜进入天津市经济技术开发区工作，历任纪检组组长、开发区工委副书记、管委会副主任、常务副书记（正局级）等职，其间1995年9月至1996年7月在中央党校一年制中青年干部培训班学习。

#### 天津市委组织部
1996年8月，史莲喜进入天津市委组织部工作，先后任市委组织部副部长，市人事局局长、党组书记，市编办主任。2002年4月获任中共天津市委常委，6月兼任市委组织部部长，直至2012年卸任。

#### 天津市人大
2012年1月，史莲喜当选天津市人大常委会副主任。2013年，被选为全国人大代表。2013年3月，当选第十二届全国人大常委会委员。
2012年2月，经中共中央批准，史莲喜不再担任天津市委常委职务。

### 退休
2014年9月15日，天津市纪念全国人民代表大会成立60周年座谈会，史莲喜作为老同志身份出席会议。